# Loftahammar
Loftahammar is een plaats in de gemeente Västervik in het landschap Småland en de provincie Kalmar län in Zweden. De plaats heeft 432 inwoners (2005) en een oppervlakte van 86 hectare. De plaats ligt op een schiereiland dat sinds 1983 door een brug met het vasteland verbonden is.
Het dorp ligt aan een baai midden in de wonderschone Norra Tjust archipel met zijn rotsen en duizenden eilanden. Ondanks het feit dat het dorp officieel maar 432 inwoners heeft, heeft het met een eigen haven, 3 restaurants, golfbaan, spa, supermarkt, bakker, veerdienst door de archipel en Tourist Info een belangrijke rol gekregen in de wijde omgeving.

## Verkeer en vervoer
Bij de plaats loopt de Länsväg 213.